# 八村信三
八村 信三（はちむら のぶぞう、1908年〈明治41年〉12月29日 - 没年不明）は、日本の実業家。鳥取銀行元頭取。鳥取ガス元監査役。鳥取商工会議所元会頭。鳥取県経済同友会元代表幹事（東部）。旧姓・山田。

## 経歴
大阪府布施市（現：東大阪市）の素封家・山田勝太郎の次男として生まれる。大阪府立天王寺中学校 、静岡高等学校を経て、1934年（昭和9年）東京帝国大学経済学部を卒業。
1934年（昭和9年）7月、鳥取市の素封家・八村八太郎の養嗣子となる。
1936年（昭和11年）鳥取市収入役となり、同市助役を経て、1944年（昭和19年）退任。1949年（昭和24年）鳥取銀行常務、1959年（昭和34年）専務、1961年（昭和36年）副頭取を経て、同年11月頭取に就任。1980年（昭和55年）6月会長に就任。
1941年（昭和16年）昭和信用組合（現：昭和信用金庫）監査に就任。

## 人物
八村の人柄は、『財界家系譜大観 第8版』で「まじめで温容、情操が豊かで、人間的な暖かさを感じさせ、銀行内においても信頼度が高い。洞察力にすぐれ、人の気をつかむのが早く、切れのいい判断、おもいきった決断性は現代の経営者として比類ない能力をもっている一人といえる」と評されている。
趣味は茶道、謡曲、囲碁。住所は鳥取市大榎町。

## 栄典
- 1979年（昭和54年） - 勲四等旭日小綬章受章[3]。

## 家族・親族
八村家
- 先妻・緑（1910年生、鳥取市元魚町1丁目、八村八太郎の養女[7]）
- 後妻・純子（1921年（大正10年）5月14日生、西尾善孝の長女[1][2]）
鳥取高等女学校（鳥取県立鳥取西高等学校）卒[3]。
- 長男・義郎（1934年（昭和9年）12月19日生[2]）
京都大学法学部卒[3]。小野田セメント（現：太平洋セメント）元取締役[3]。
- 次男・輝夫（1937年（昭和12年）10月8日生[2]）
東京大学法学部卒。鳥取銀行元頭取[3]。鳥取商工会議所元会頭[3]。鳥取環境大学元理事長。
- 長女・美知子（1940年（昭和15年）4月22日生[2]） 
奥野家に嫁ぐ[3]。
- 三男・広三郎（1948年（昭和23年）6月29日生[2]）
京都大学大学院工学研究科修了[3]。立命館大学情報理工学部名誉教授[3][9]。滋賀県地域情報化推進会議顧問[9]。

親戚
- 石破二朗（鳥取県知事、参議院議員）
- 妻の父・西尾善孝（鳥取貯蓄銀行（現：鳥取銀行）元取締役）[3][10]